# Metahapalodectes makhchinus
Metahapalodectes makhchinus és una espècie extinta de mamífer mesonic de la família dels mesoníquids que visqué a Àsia durant l'Eocè. Se n'han trobat restes fòssils a Mongòlia i la província xinesa de Xinjiang. Es tracta de l'única espècie del gènere Metahapalodectes. Anteriorment es classificava entre els hapalodèctids, però fou traslladat a la seva família actual juntament amb Lohoodon per l'absència d'un solc reentrant a la superfície mesial de les dents molars. El seu nom específic, makhchinus, deriva del mot mongol maktxin, que significa 'depredador'.